# Diócesis de Virac
La diócesis de Virac (en latín: Dioecesis Viracensis, en inglés: Roman Catholic Diocese of Virac y en tagalo: Diyosesis ng Virac) es una circunscripción eclesiástica de la Iglesia católica en Filipinas. Se trata de una diócesis latina, sufragánea de la arquidiócesis de Cáceres, que tiene al obispo Luisito Audal Occiano como su ordinario desde el 29 de febrero de 2024.

## Territorio y organización
La diócesis tiene 1512 km² y extiende su jurisdicción sobre los fieles católicos de rito latino residentes en la provincia de Catanduanes en la región de Bicolandia. 
La sede de la diócesis se encuentra en la ciudad de Virac, en donde se halla la Catedral de la Inmaculada Concepción.
En 2020 en la diócesis existían 27 parroquias.

## Historia
La diócesis fue erigida el 27 de mayo de 1974 con la bula Divino Christi del papa Pablo VI, obteniendo el territorio de la diócesis de Legazpi.

## Estadísticas
Según el Anuario Pontificio 2021 la diócesis tenía a fines de 2020 un total de 260 694 fieles bautizados.
| Año                                                                             | Población            | Población | Población      | Sacerdotes | Sacerdotes    | Sacerdotes    | Bautizados por sacerdote | Diáconos permanentes | Religiosos | Religiosos | Parroquias |
| Año                                                                             | Bautizados católicos | Total     | % de católicos | Total      | Clero secular | Clero regular | Bautizados por sacerdote | Diáconos permanentes | Varones    | Mujeres    | Parroquias |
| ------------------------------------------------------------------------------- | -------------------- | --------- | -------------- | ---------- | ------------- | ------------- | ------------------------ | -------------------- | ---------- | ---------- | ---------- |
| 1980                                                                            | 185 000              | 191 000   | 96.9           | 22         | 22            |               | 8409                     |                      |            | 1          | 17         |
| 1990                                                                            | 185 000              | 189 000   | 97.9           | 26         | 26            |               | 7115                     |                      | 14         | 6          | 17         |
| 1999                                                                            | 229 953              | 235 464   | 97.7           | 44         | 42            | 2             | 5226                     |                      | 21         | 28         | 17         |
| 2000                                                                            | 229 904              | 235 464   | 97.6           | 39         | 37            | 2             | 5894                     |                      | 21         | 28         | 17         |
| 2001                                                                            | 202 350              | 213 000   | 95.0           | 40         | 38            | 2             | 5058                     |                      | 22         | 27         | 17         |
| 2002                                                                            | 208 895              | 215 356   | 97.0           | 38         | 37            | 1             | 5497                     |                      | 21         | 33         | 19         |
| 2003                                                                            | 212 800              | 219 381   | 97.0           | 39         | 38            | 1             | 5456                     |                      | 2          | 38         | 19         |
| 2004                                                                            | 216 628              | 223 225   | 97.0           | 41         | 40            | 1             | 5283                     |                      | 6          | 38         | 19         |
| 2010                                                                            | 243 000              | 251 000   | 96.8           | 52         | 48            | 4             | 4673                     |                      | 13         | 54         | 19         |
| 2014                                                                            | 241 010              | 253 695   | 95.0           | 54         | 51            | 3             | 4463                     |                      | 3          | 34         | 20         |
| 2017                                                                            | 252 590              | 265 885   | 95.0           | 58         | 52            | 6             | 4355                     |                      | 6          | 37         | 26         |
| 2020                                                                            | 260 694              | 274 415   | 95.0           | 63         | 56            | 7             | 4138                     |                      | 8          | 45         | 27         |
| Fuente: Catholic-Hierarchy, que a su vez toma los datos del Anuario Pontificio. |                      |           |                |            |               |               |                          |                      |            |            |            |

## Episcopologio
- Jose Crisologo Sorra † (27 de mayo de 1974-1 de marzo de 1993 nombrado obispo de Legazpi)
- Manolo Alarcon de los Santos, (12 de agosto de 1994-29 de febrero de 2024), retirado.
- Luisito Audal Occiano, (29 de febrero de 2024- ).